# Arrondissement di Strasburgo
L'arrondissement di Strasburgo è un distretto della Francia nel dipartimento del Basso Reno nella regione del Grande Est. È costituito da 33 comuni. La sua popolazione è di 494.089 (2017), e la sua area di 337,60 km².

## Composizione
I comuni dell'arrondissement di Strasburgo sono:
1. Achenheim
2. Bischheim
3. Blaesheim
4. Breuschwickersheim
5. Eckbolsheim
6. Eckwersheim
7. Entzheim
8. Eschau
9. Fegersheim
10. Geispolsheim
11. Hangenbieten
12. Hœnheim
13. Holtzheim
14. Illkirch-Graffenstaden
15. Kolbsheim
16. Lampertheim
17. Lingolsheim
18. Lipsheim
19. Mittelhausbergen
20. Mundolsheim
21. Niederhausbergen
22. Oberhausbergen
23. Oberschaeffolsheim
24. Osthoffen
25. Ostwald
26. Plobsheim
27. Reichstett
28. Schiltigheim
29. Souffelweyersheim
30. Strasburgo
31. Vendenheim
32. La Wantzenau
33. Wolfisheim

## Storia
L'arrondissement di Strasburgo fu creato nel 1800 e sciolto nel 1871 (ceduto alla Germania). Nel gennaio 2015 è stato ricreato dall'ex arrondissement di Strasburgo-Città e 32 comuni dall'ex arrondissement di Strasburgo-Campagna.